# Olistostrome

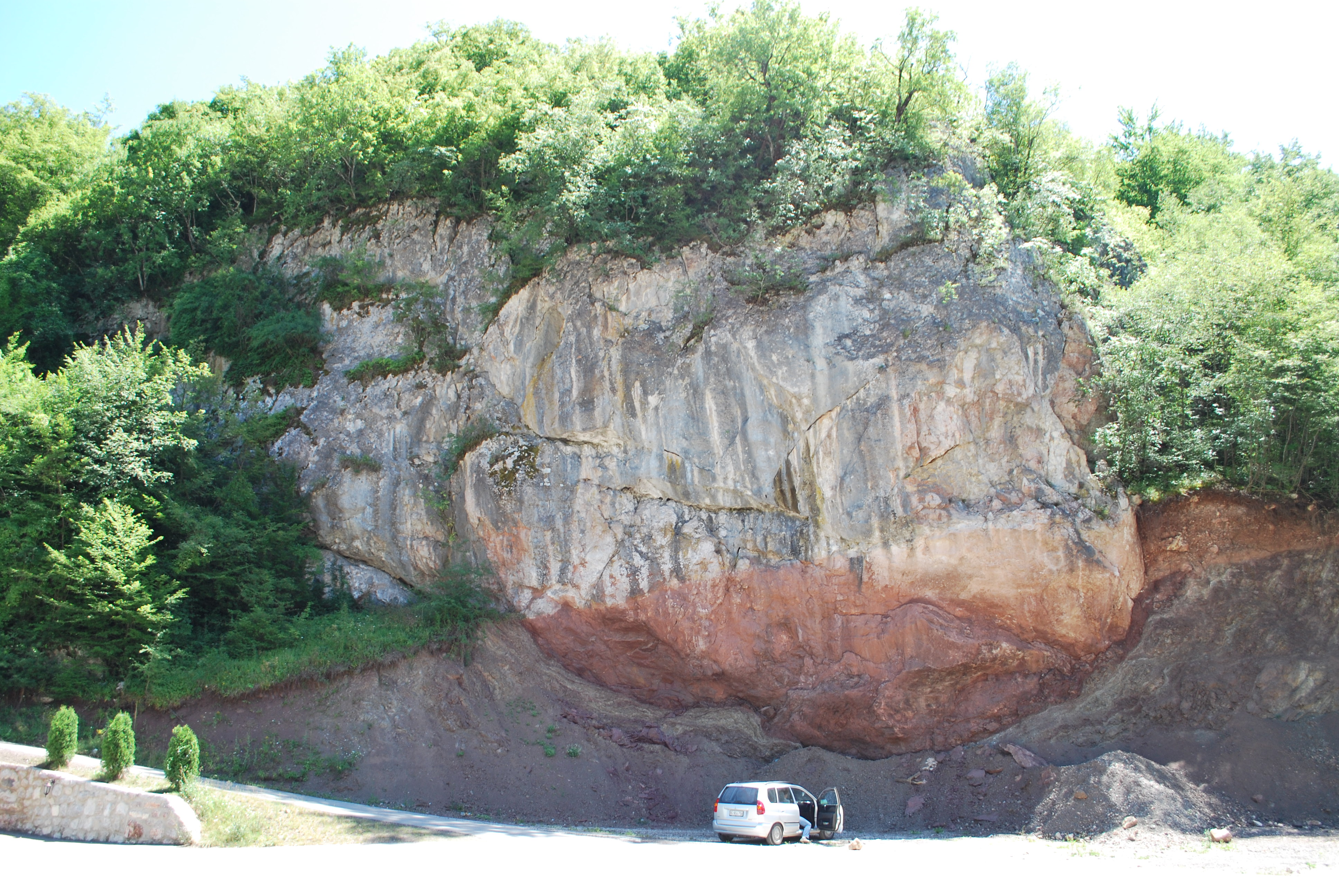
Olistostrome en Serbie

Un olistostrome est un dépôt sédimentaire composé d'un ensemble chaotique de matériaux hétérogènes, tels que de la boue et des gros blocs, connus sous le nom d'olistolithes (ou olistolites). Ils s'accumulent dans le cadre de glissements gravitaires sous-marins d'ensembles semi-fluides ou d'effondrements de sédiments non consolidés. Il s'agit d'unités stratigraphiques dépourvues de véritables litages mais pouvant s'intercaler au sein de séquences litées normales, comme dans le bassin tertiaire du centre de la Sicile. Le terme "olistostrome" est dérivé du grec olistomai (glisser) et stroma (accumulation).